# 宝麟铁路
宝麟铁路是中國陝西省寶鷄市内的一條鐵路線：起点是寶鷄市鳳翔區西側的鳳翔站II場，经过鳳翔區、岐山縣（未設站）、麟游縣，終點是位於麟游縣兩亭鎮的郭家河站，全长87.1公里。全线设5个车站，设计技术标准为地方铁路Ⅰ级，线下国铁Ⅱ级，单线，输送能力为3000万吨/年，于2011年6月开工建设，建设工期3年，2013年竣工，2016年5月5日正式开通试运营。
宝麟铁路项目是陕西省“十二五”重点规划项目和国家《永陇矿区麟游区总体规划》重点建设设施项目，主要服务于麟北煤炭资源的综合开发利用，由陕西宝麟铁路有限责任公司负责运营管理。远景将延伸至长武与西平铁路连接，还有与规划的西银铁路接轨。